# Orpington (Engeland)
Orpington is een gebied in het Londense bestuurlijke gebied Bromley, in het zuidoosten van de regio Groot-Londen. In 2001 telde het gebied 15078 inwoners. Orpington komt in het Domesday Book (1086) voor als 'Orpinton / Orpintun'.